# William Eagle Clarke
William Eagle Clarke (Leeds, 16 maart 1853 – Edinburgh, 22 augustus 1927) was a Britse vogelkundige.

## Biografie
William Eagle werd in Leeds geboren en was de zoon van William Clarke, een juridisch adviseur. William Eagle Clarke studeerde aan de Universiteit van Leeds (toen nog Yorkshire College, Leeds genaamd). Eerst werkte hij nog als civiel ingenieur, maar schakelde later over op een loopbaan als natuuronderzoeker. In 1884 werd hij conservator natuurlijke historie aan het stedelijk museum in Leeds. In 1888 werd hij assistent-conservator aan Royal Scottish Museum op de afdeling gewervelde dieren.
Hij nam deel aan verschillende wetenschappelijke expedities in Frankrijk, Nederland (Noord-Brabant), Slavonië (Kroatië), Hongarije en Andorra. Zo ontdekte hij dat de vallei van de Rhône een belangrijke trekroute voor vogels vormde. Ook zag hij het belang van vuurtorens en lichtschepen voor het bestuderen en bemachtigen van trekvogels. In 1922 ontving hij een speciale onderscheiding, de Godman-Salvin Medal voor zijn bestudering van de vogeltrek. Verder werkte hij aan de beschrijving van de elders vergaarde collecties van het museum met speciale interesse voor zowel de poolgebieden, onbewoonde eilanden als Gough en de Filipijnen. Hij was de soortauteur van onder andere de negrosdolksteekduif (Gallicolumba keayi).  Van 1918 tot 1921 was hij de voorzitter van de British Ornithologists' Union.

## Publicaties

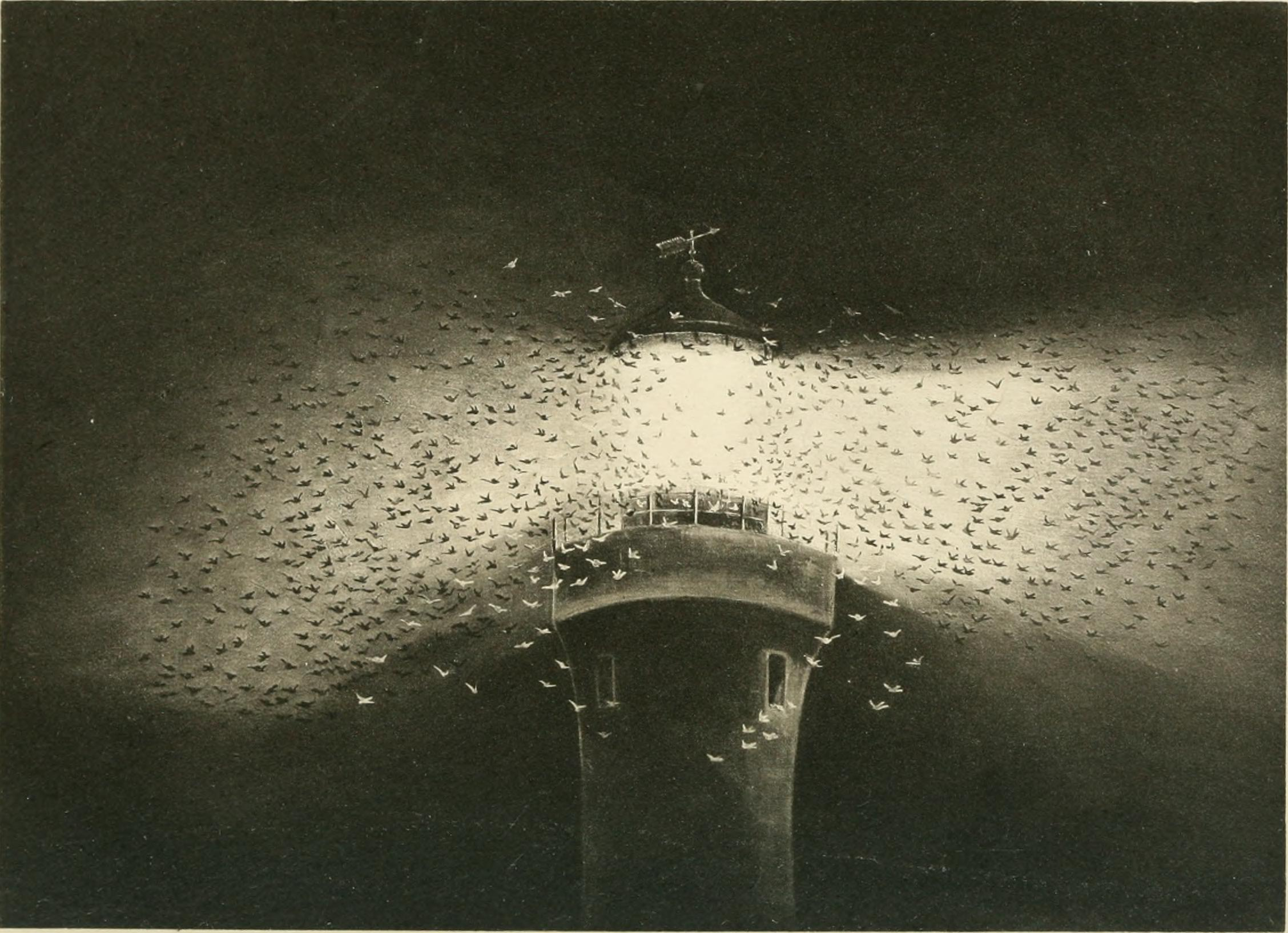
De Eddystone vuurtoren, 12 oktober, 1901 een illustratie door Marian Eagle Clarke, zoals gepubliceerd in Studies in Bird Migration (1912).

- Clarke, William Eagle (1896). Bird migration in Great Britain and Ireland : digest of observations on migrations of birds at lighthouses and lightvessels, 1880-87. British Association for the Advancement of Science, London.
- Nelson, Thomas Hudson, Clarke, William Eagle, Boyes, F. (1907). The Birds of Yorkshire.
- Atlas of Zoogeography.Bartholomew, J.G., Clarke, W.E., Grimshaw, P.H. John Bartholomew and Co., Edinburgh. (1911)
- Studies in Bird Migration (1912).
- Manual of British Birds Third edition, Gurney & Jackson (1927) (herziene uitgave door Howard Saunders)

## Bron
Kinnear, N.B. (1938). Obituary. William Eagle Clarke Ibis. 80 (3): 548–551.
- Bibsys: 4092371
- CiNii: DA10837535
- Gemeinsame Normdatei: 117691119
- International Standard Name Identifier: 0000 0000 8274 1048
- Library of Congress Control Number: n85279758
- Nederlandse Thesaurus van Auteursnamen: 133722740
- Réseau des bibliothèques de Suisse occidentale: 02-A003109819
- Système universitaire de documentation: 181777274
- Virtual International Authority File: 79393416
- WorldCat: E39PBJf8qQYcjrfCPQB3Pjb8G3